# Weingasse 3 (Bad Kissingen)

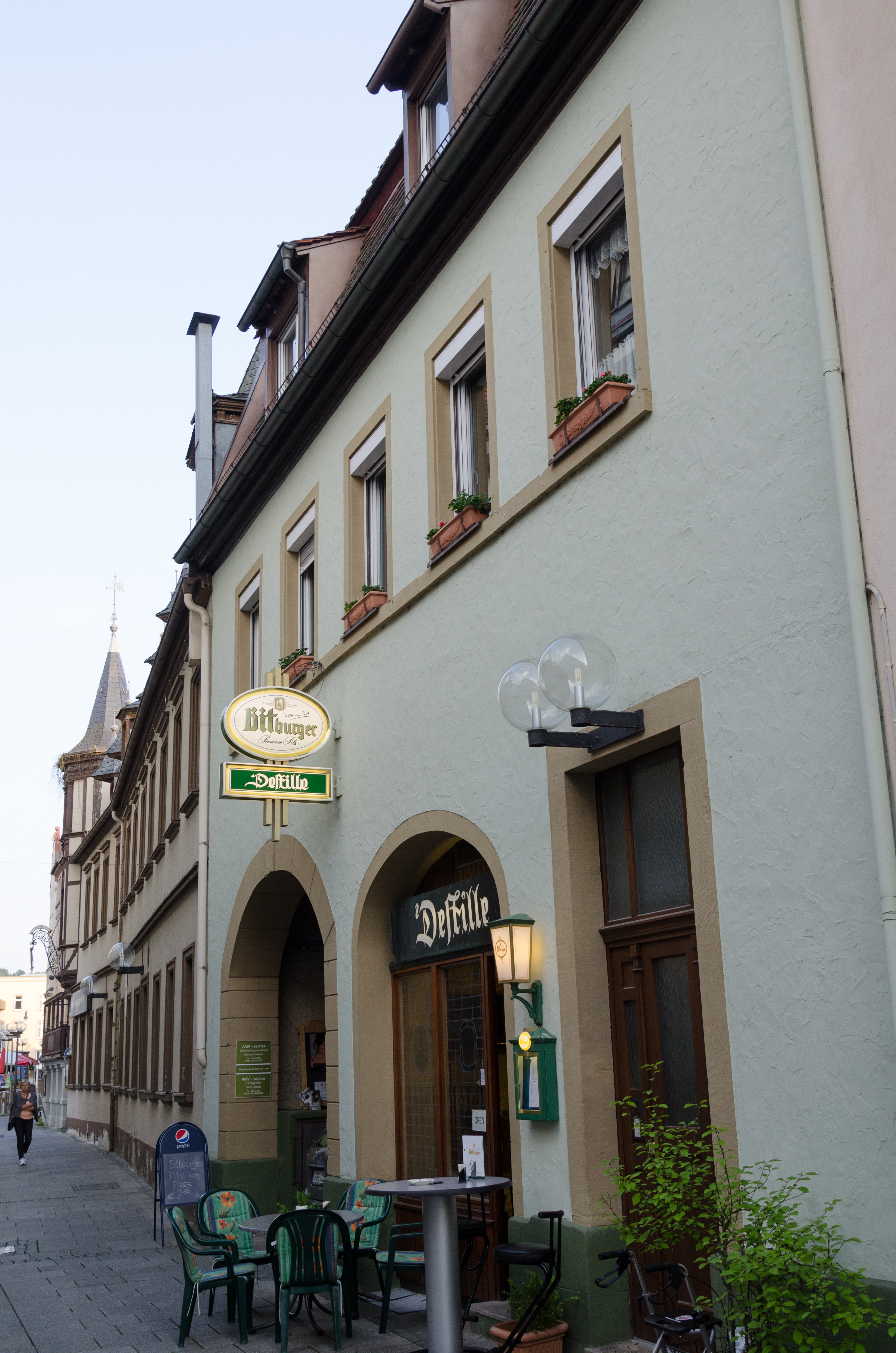
Weingasse 3 in Bad Kissingen

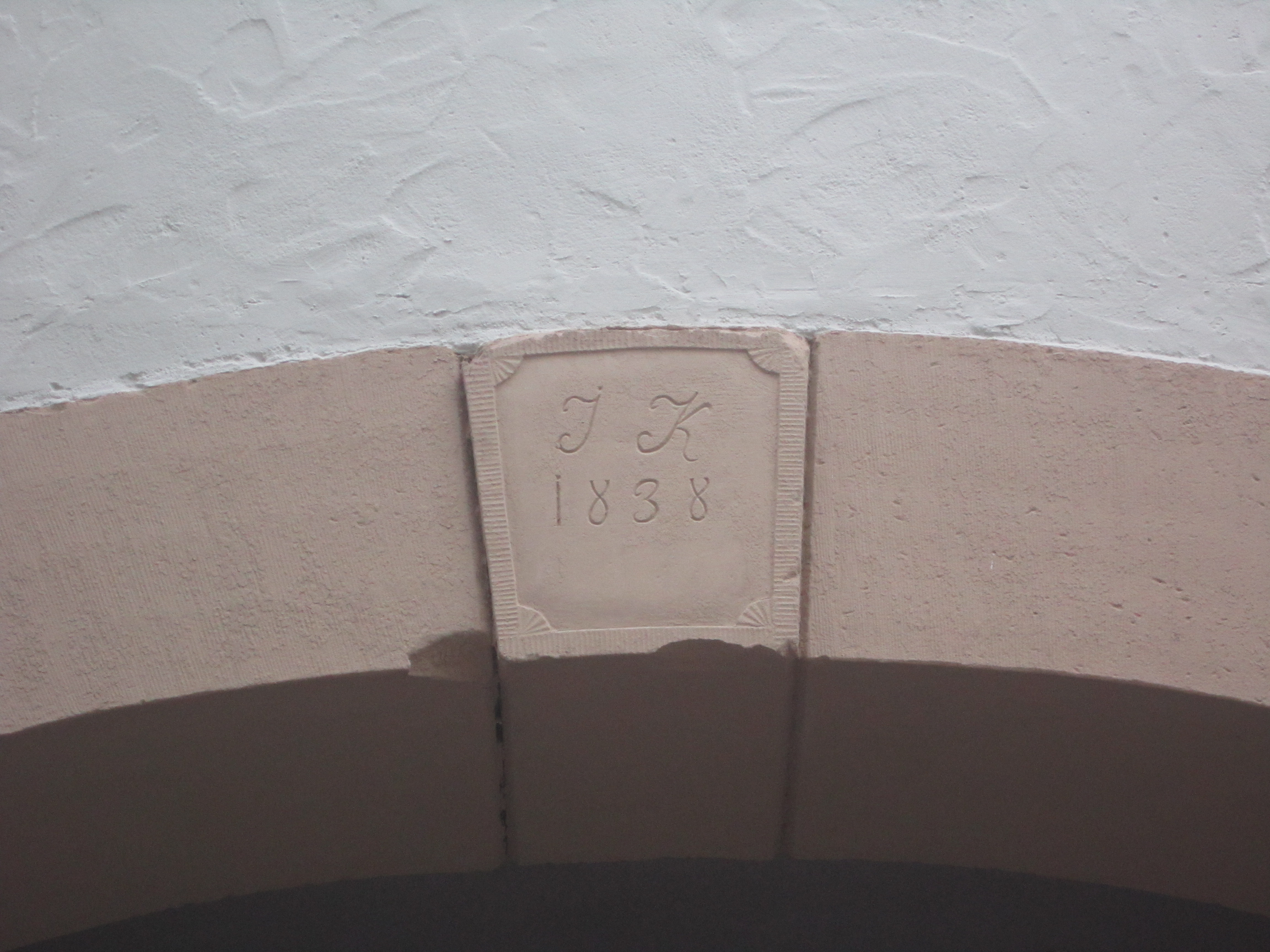
Inschrift

Das Gebäude Weingasse 3 in Bad Kissingen, der Großen Kreisstadt des unterfränkischen Landkreises Bad Kissingen, gehört zu den Bad Kissinger Baudenkmälern und ist unter der Nummer D-6-72-114-113 in der Bayerischen Denkmalliste registriert.

## Geschichte
Der Inschrift am Stichbogen über der Hofeinfahrt zufolge wurde das Anwesen im Jahr 1838 errichtet. Der Traufseitbau hat seiner Entstehungszeit entsprechend Steinrahmungen ohne Profil. Das Mansarddach stammt noch aus der Barockzeit.
Das Anwesen beherbergt heute Wohnungen und eine Gaststätte.